# Augustin Maillet (imprimeur)
Pour l’article homonyme, voir Augustin Maillet.
Augustin Maillet est un imprimeur, lithographe à Reims, né à Sommesous le 19 septembre 1828 et mort à Reims le 18 janvier 1913.
Il s'est beaucoup investi dans la vie de la cité de Reims.

## Biographie
Augustin Constant Maillet est né à Sommesous le 19 septembre 1828.
Il est le fils de Simon Maillet (cultivateur) et de Sophie Chatillon.
Il fait son apprentissage chez Barbat à Châlons-sur-Marne (aujourd’hui Châlons en Champagne) pour devenir dessinateur lithographe.
Il épousa, le 23 juin 1856, Fanny Valser.
Il s’installe à Paris pendant deux ans.
Il reprend le brevet de l'imprimeur lithographe Jean Lesauteur. La délivrance de brevet était, à l'époque, un moyen de surveillance des métiers du livre qui permettait de maitriser les publications politiques avec un procédé rapide et peu cher.
Il revient s’installer définitivement à Reims et y fonde l'imprimerie Maillet-Valser.
Il se spécialisé dans les étiquettes des vins de Champagne.
Il se retire des affaires en 1877 pour se consacrer à la vie de la cité de Reims et aux arts.
Il a contribué à la fondation de l'École des arts industriels de Reims.
Il décède à Reims le 18 janvier 1913.

## Activité
- Conseiller municipal  à Reims à partir de 1881,
- Premier adjoint du maire de Reims de 1882 à 1896,
- Conseiller d’arrondissement pour le premier canton de 1886 à 1892,
- Membre du Conseil général de la Marne de 1892 à 1904[2],
- Membre de l'Académie de Reims,
- Membre de la Société des artistes français[3].

## Décorations
- Chevalier de la Légion d'honneur le 20 septembre 1891.
- Officier de l'Instruction Publique.

## Galerie
- Histoire de la ville de Châlons-sur-Marne et de ses monuments depuis son origine jusqu'à l'époque actuelle (1854) par L. Barbat (republiée sous  (ISBN 978-1271333356)).

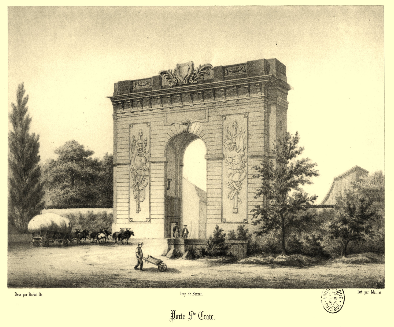
Lithographie Augustin Maillet Porte Sainte-Croix ;
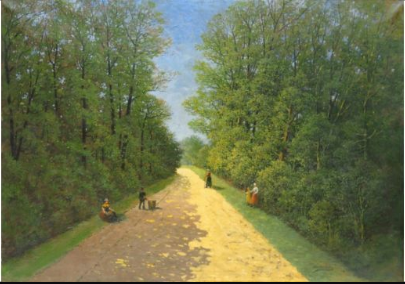